# Tanklager Romanshorn

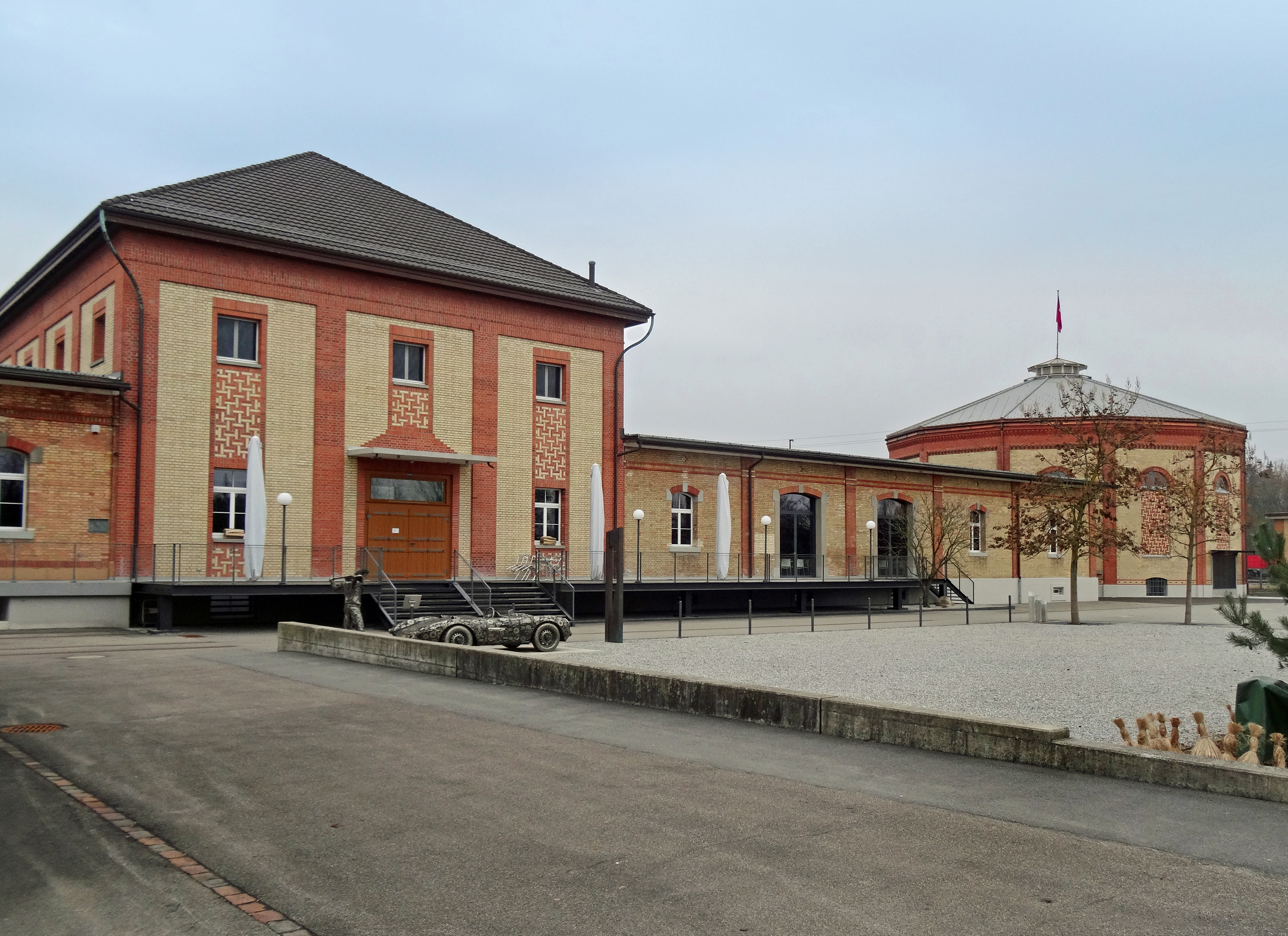
Gebäude der ehemaligen Alkoholverwaltung in Romanshorn

Das Tanklager Romanshorn ist ein ehemaliges Lager für Industriealkohol in Romanshorn im Schweizer Kanton Thurgau. Seine Hallen stehen unter Denkmalschutz. Es beherbergt mittlerweile unter anderem die autobau Erlebniswelt.

## Geschichte
Gebaut wurde das Tanklager Romanshorn etwa 1880. Es wurde von der eidgenössischen Zollverwaltung als Lager für Industriealkohol eingesetzt. Mit dem Fall des Monopols der Schweizerischen Eidgenossenschaft 1996 wurde das Areal nahe dem Bodensee nicht mehr benötigt und ging in den Besitz der Gemeinde Romanshorn über. 

## Autobau
Fredy A. Lienhard, Ostschweizer Geschäftsmann und Rennfahrer, war gleichzeitig auf der Suche nach einer passenden Räumlichkeit, in der er seine Fahrzeugsammlung der Öffentlichkeit präsentieren konnte. Nach Umbauarbeiten der denkmalgeschützten Hallen konnte im Mai 2009 die Ausstellung eröffnet werden.
Die Autobau AG hat auf dem Areal die Autobau Erlebniswelt und die Autobau Factory geschaffen.
- Die Autobau Erlebniswelt zeigt jeweils rund 120 Fahrzeuge aus dem nationalen und internationalen Motorrennsport sowie Strassen- und Supersportwagen. Die Erlebniswelt beherbergt die Sammlung verschiedener Automobile in historischen und denkmalgeschützten Industriehallen.
- In der Autobau Factory arbeiten eigenständige Betriebe aus der Automobilbranche.

Neben der Ausstellung bietet die Erlebniswelt auch verschiedene Eventräume, die gemietet werden können.